# Luis Alberto de Herrera
Luis Alberto de Herrera Quevedo (Montevidéu, 22 de julho de 1873 - Montevidéu, 8 de abril de 1959) foi um político, jornalista, advogado e historiador uruguaio. É uma das figuras mais destacadas e dirigente histórico do Partido Nacional.
O seu neto, Luis Alberto Lacalle, foi Presidente do Uruguai entre 1990-1995, e seu bisneto, Luis Alberto Lacalle Pou, foi eleito Presidente da República nas eleições de 2019.

## Obras
- Por la Patria - 1899
- El acuerdo de los Partidos - 1900
- La tierra Charrúa - 1901
- El programa de la Revolución - 1904
- Las verdaderas bases de paz - 1904
- Desde Washington - 1904
- Labor Diplomática en N. América - 1905
- La Doctrina Drago y el interés del Uruguay - 1908
- La Diplomacia Oriental en el Paraguay (I) - 1908
- La Revolución Francesa y Sudamérica - 1910
- La Diplomacia Oriental en el Paraguay (II) - 1911
- El Uruguay Internacional - 1912
- Acción Parlamentaria - 1917
- Tres años de Cámara - 1917
- Buenos Aires, Urquiza y el Uruguay - 1919
- Uno que Vio - 1919
- La Clausura de los Ríos - 1920
- La encuesta Rural - 1920
- Una Etapa - 1923
- En la Brecha - 1923
- El Drama del 65: la culpa Mitrista - 1926
- Sin nombre - 1928
- La Misión Ponsonby - 1930
- La Paz de 1828 - 1940
- Orígenes de la Guerra Grande - 1941
- El Canadá, visto y leído de cerca - 1946
- La Seudo-historia para el Delfín - 1947
- Antes y después de la Triple Alianza - 1951